# Atak Lual
Atak Lual Wol Tong (sinh ngày 1 tháng 1 năm 1990 ở Aweil, Nam Sudan) là một cầu thủ bóng đá người Nam Sudan, thi đấu ở vị trí tiền vệ cho câu lạc bộ Sudan Al-Ahly Shendi.

## Sự nghiệp quốc tế
Anh có 2 lần ra sân cho Nam Sudan trước Mozambique ở Vòng loại Cúp bóng đá châu Phi 2015. Ngày 5 tháng 9 năm 2015, Lual ghi bàn thắng quyết định trong thắng lợi đầu tiên của lịch sử Nam Sudan.

### Bàn thắng quốc tế
Tỉ số và kết quả liệt kê bàn thắng của Nam Sudan trước.
| #  | Ngày                | Địa điểm                               | Đối thủ         | Tỉ số | Kết quả | Giải đấu                            |
| -- | ------------------- | -------------------------------------- | --------------- | ----- | ------- | ----------------------------------- |
| 1. | 27 tháng 3 năm 2016 | Sân vận động l'Amitié, Cotonou, Bénin  | Bénin           | 1–3   | 1–4     | Vòng loại Cúp bóng đá châu Phi 2017 |
| 2. | 7 tháng 12 năm 2017 | Sân vận động Bukhungu, Kakamega, Kenya | Uganda          | 1–2   | 1–5     | Cúp CECAFA 2017                     |
| 3. | 5 tháng 9 năm 2015  | Sân vận động Juba, Juba, South         | Guinea Xích Đạo | 1–0   | 1–0     | Vòng loại Cúp bóng đá châu Phi 2017 |

## Danh hiệu
Cùng với Al-Ahly Shendi
Vô địch = 1
• Cúp bóng đá Sudan